# 前科照会事件
前科照会事件（ぜんかしょうかいじけん）は、会社の解雇を巡る争訟で京都市中京区長が犯罪歴を開示した事件、およびその是非について争われた訴訟である。1981年4月14日に最高裁判所第三小法廷で判決が下り確定した。幸福追求権のうち、とくにプライバシー権に関わる判例としてしばしば紹介される。

## 事実の概要
私人Xは自動車教習所（以下、会社）の指導員をしていたが解雇され、会社を相手取って地位保全の仮処分を申請した。これを受けて会社側の弁護士が弁護士法23条の2に基づき弁護士会を通じて京都市伏見区役所にXの前科・犯罪経歴の照会を行った。
伏見区役所はこれを中京区役所に回付し、京都市長（窓口である政令指定都市区役所）はこれに応じて、Xの前科・犯罪経歴について、京都弁護士会を介して当該弁護士に対して回答した。弁護士を通じて前科がある旨の回答を受け取った会社は、経歴詐称を理由に「予備的解雇」を通告した。これに対しXは、当該回答はプライバシー侵害であるとして、損害賠償と謝罪文の交付を請求した。
1975年（昭和50年）9月25日、京都地方裁判所はXの訴えを退けた。しかし1976年（昭和51年）12月21日、大阪高等裁判所はXの請求を一部認め、京都市に対してXに25万円の賠償を命じる判決を下した。最高裁もこれを支持して確定した。なお最高裁では、1裁判官の反対意見と別の裁判官の補足意見がついている。

## 判旨
区長の開示が公権力の違法な行使にあたるかが争われた。
- 「前科及び犯罪経歴（以下「前科等」という。）は人の名誉、信用に直接に関わる事項であり、前科等のあるものもこれをみだりに公開されないという法律上の保護に値する利益を有する」
- 「裁判所から前科等の照会を受けた市区町村長は、これに応じて前科等につき回答をすることができるのであり、同様な場合に弁護士法23条の2に基づく照会に応じて報告することも許されないものではないが、その取扱いには格別の慎重さが要求されるものといわなければならない」
- 「市区町村長が漫然と弁護士会の照会に応じ、犯罪の種類、軽重を問わず、前科等のすべてを報告することは、公権力の違法な行使にあたると解するのが相当である。」

政令指定都市の区長が弁護士法23条の2に基づく照会に応じて前科及び犯罪経歴を報告したことが過失による公権力の違法な行使にあたるとされた事例となった。